# Head On (álbum)
Head On es el segundo álbum de estudio de la banda británica de heavy metal Samson, publicado en 1980. La portada presenta al baterista enmascarado de la banda, Thunderstick. Es el primer álbum de Samson con el futuro cantante de Iron Maiden, Bruce Dickinson.
El instrumental "Thunderburst" se acredita como coescrito por Steve Harris. La canción es, de hecho, una versión de "The Ides of March", tema de Iron Maiden escrito durante el breve tiempo en 1977 en el que Thunderstick estuvo en la agrupación. Iron Maiden lanzó su propia versión en el álbum Killers, aunque Steve Harris se atribuyó la composición de la canción él solo, algo que molestó a los miembros de Samson.

## Lista de canciones

### Lado A
1. "Hard Times" - 4:42
2. "Take It Like a Man" - 4:09
3. "Vice Versa" - 4:44
4. "Manwatcher" - 3:37
5. "Too Close to Rock" - 3:36

### Lado B
1. "Thunderburst" (instrumental) - 2:06
2. "Hammerhead" - 3:40
3. "Hunted" - 3:00
4. "Take Me to Your Leader" - 3:49
5. "Walking Out on You" - 6:36

## Personal
- "Bruce Bruce" Dickinson – Voz
- Paul Samson – Guitarra, voz
- Chris Aylmer – Bajo
- Thunderstick – Batería, voz